# Spiselig Mælkehat
Spiselig Mælkehat (Lactarius Volemus) er en spiselig skørhat, som er relativ sjælden i Danmark.